# Jag – en älskare
Jag – en älskare är en svartvit dansk-svensk komedifilm med erotiska inslag från 1966. Filmen regisserades av Börje Nyberg och i rollernas ses bland andra Jørgen Ryg, Jessie Flaws och Axel Strøbye.

## Om filmen
Filmen spelades in i Novaris Studio i Köpenhamn i januari och februari 1966 efter ett manus av Peer Guldbrandsen. Jan Lindeström var fotograf, Sven Gyldmark kompositör och Edith Nisted Nielsen klippare. Den premiärvisades 11 april 1966 i Köpenhamn och var 96 minuter lång och i Sverige tillåten från 15 år.

## Rollista
- Jørgen Ryg – Peter Isløv, revisor
- Jessie Flaws – Beatrice Isløv, hans fru
- Axel Strøbye – Ole Schmidt
- Kerstin Wartel – Sigrid Schmidt, hans hustru
- Marie Nylander – Lolly, deras dotter
- Ebbe Langberg – Isac Andersen
- Jeanne Darville – Ulla Pauce
- Poul Hagen – Torbjørn Pauce
- Jytte Breüning – Hilda
- Dirch Passer – Mortensen
- Sigrid Horne-Rasmussen
- Tove Maës
- Lise Thomsen
- Birgitte Fjeldhede
- Benny Juhlin

### Fotnoter
1. 1 2  ”Jag – en älskare”. Svensk Filmdatabas. http://sfi.se/sv/svensk-filmdatabas/Item/?itemid=4733&type=MOVIE&iv=Basic&ref=/templates/SwedishFilmSearchResult.aspx?id%3d1225%26epslanguage%3dsv%26searchword%3djag+-+en+%C3%A4lskare%26type%3dMovieTitle%26match%3dBegin%26page%3d1%26prom%3dFalse. Läst 8 april 2013.